# 比西伊
比西伊（法語：Bucilly，法語發音：[bysiji]）是法国上法蘭西大區埃纳省的一个市镇，属于韦尔万区。

## 地理
比西伊（49°52'37"N, 4°5'35"E）面积12.85 平方千米，位于法国上法蘭西大區埃纳省，该省份为法国北部内陆省份，北起北部省，西接索姆省和瓦兹省，东临阿登省和马恩省，西南至塞纳-马恩省，东北部与比利时接壤。
与比西伊接壤的市镇（或旧市镇、城区）包括：贝斯蒙、埃帕尔西、伊尔松、让特、朗杜济拉维尔、马蒂尼、圣米歇尔。

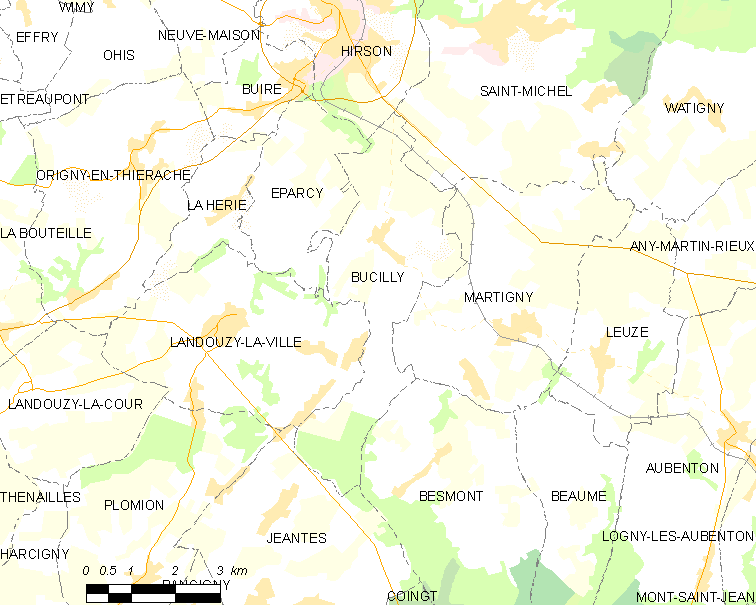
比西伊的OSM定位图

比西伊的时区为UTC+01:00、UTC+02:00（夏令时）。

## 行政
比西伊的邮政编码为02500，INSEE市镇编码为02130。

## 政治
比西伊所属的省级选区为伊尔松县。

## 人口

1962-2008年间比西伊人口变化图示

比西伊于2022年1月1日时的人口数量为202人。